# Bielen
Bielen ist seit dem 1. Juli 1994 ein Ortsteil der Stadt Nordhausen in Thüringen.

## Lage
Bielen liegt am Unterlauf der Zorge. Die Gemarkung des Ortsteils liegt an der ehemaligen Ostgrenze der Stadt Nordhausen und der Landesstraße 3080 (ehemalige B 80) sowie an der Bahntrasse Halle–Nordhausen in der Goldenen Aue der Helmeniederung. Diese ist hier mit wassergefüllten ehemaligen Kiesgruben durchsetzt. Trotzdem sind ackerbauliche Voraussetzungen vorhanden. Nun führt die Bundesautobahn 38 durch die Flur. Der Flugplatz Nordhausen belegt weitere Aueflächen.

## Geschichte

### Vorgeschichte
Bei Bielen findet die größte zusammenhängende archäologische Grabung Thüringens statt. Die Funde aus Siedlungen und Gräbern umfassen den Zeitraum von etwa 5.000 vor Christus, von der Jungsteinzeit bis in die Eisenzeit. Besonders bemerkenswert sind ein sehr großes Hügelgrab und eine Kreisgrabenanlage für rituelle und astronomische Zwecke.

### Geschichte ab urkundlicher Erwähnung
Der Ort wird erstmals am 16. März 1158 in einer Urkunde des Kaisers Friedrich I. als Biela genannt. Friedrich überließ damals dem Nonnenkloster Nordhausen auf Bitten von dessen Äbtissin Cecilia die Reichsburg und den Königshof Nordhausen im Tausch gegen zwei Pfund Denare jährlicher Einkünfte in Windehausen und Bielen.
Der Ort wurde 1404 durch Graf Dietrich von Hohnstein im Fleglerkrieg geplündert.
Bielen lag im Amt Heringen und gelangte 1417 unter gemeinschaftliche Verwaltung der Grafen von Schwarzburg und zu Stolberg. 1819 wurde Bielen in die preußische Provinz Sachsen integriert.
Bei dem britischen Bombenangriff auf Nordhausen am 3. April 1945 wurden 17 Einwohner von Bielen getötet.
Nach dem Zweiten Weltkrieg wurde in der Flussaue der Helme für die regionale Baustoffindustrie mit dem Abbau von Kies und Sanden begonnen, es blieben mehrere Baggerseen zurück, die heute unter anderem als Tauchgewässer genutzt werden.
In den 1960er Jahren entstand durch Kiesabbau der Bielener See.

## Ortsbürgermeister
Bei der Kommunalwahl am 26. Mai 2024 wurde Marcel Hoffmann (parteilos) mit 64,5 Prozent der Stimmen zum Ortsbürgermeister gewählt. Er besiegte seine Vorgängerin Uta Heydecke (parteilos, ehemals CDU), welche das Amt seit 2009 bekleidet hatte.

## Sehenswürdigkeiten
Die evangelische Dorfkirche St. Martin und Johannes ist vom Bautyp eine Saalkirche. Der Chor wurde im 13. Jahrhundert aus Bruchsteinen errichtet, der Saal wurde um 1662 erneuert, 1787 erfolgten weitere Umbauten am Kirchenschiff. Seit 1997 erfolgen an der Kirche Sanierungsarbeiten mit Unterstützung der Deutschen Stiftung Denkmalschutz.

## Persönlichkeiten
- Bila (Adelsgeschlecht)
- Hermann Freyberg (1898–1962), Schriftsteller und Filmdirektor
- Siegmund Goldhammer (* 8. März 1932 in Bielen), Komponist und Dirigent
- Friedel Meinecke (* 16. November 1943 in Bielen), Politiker (SPD), von 1998 bis 2002 Mitglied des Landtages von Sachsen-Anhalt
- Rolf Schilling (* 1950), Dichter